# Diocèse d'Isernia-Venafro
Le diocèse d'Isernia-Venafro (en latin : Diœcesis Aeserniensis-Venafrensis ; en italien : Diocesi di Isernia-Venafro) est un diocèse de l'Église catholique en Italie, suffragant de l'archidiocèse de Campobasso-Boiano et appartenant à la région ecclésiastique d'Abruzzes-Molise.

## Territoire
Le diocèse est situé sur une partie de la province d'Isernia, l'autre partie de cette province est partagée entre le diocèse de Trivento et l'archidiocèse de Campobasso-Boiano ; le diocèse possède aussi une petite partie de la province de Caserte, l'autre partie étant dans les diocèses de Teano-Calvi, Alife-Caiazzo et Caserte. Il possède un territoire de 740 km2 avec 48 paroisses avec 6 archidiaconés. Le siège épiscopal est dans la ville d'Isernia avec la cathédrale de saint Pierre apôtre. La cathédrale de Venafro garde le souvenir de l'ancien diocèse de Venafro.

## Histoire
Le 30 septembre 1986, par le décret Instantibus votis de la congrégation pour les évêques, les diocèses d'Isernia et de Venafro sont unis et le diocèse prend son nom actuel.

### Diocèse d'Isernia
L'origine du diocèse d'Isernia est incertaine. Des données architecturales telles que les restes d'une basilique paléochrétienne et une inscription sépulcrale prouvent la présence à Isernia d'une communauté chrétienne riche et structurée dès l'Antiquité mais la série des évêques d'Isernia rapportée par Ferdinando Ughelli dans son Italia Sacra qui appartient en réalité à d'autres diocèses, est problématique. 
Des documents sur le diocèse d'Isernia datent du XIe siècle. En 1032, l'évêque de Capoue Atenolfo II consacre Gerardo comme évêque d'Isernia, un siège épiscopal longtemps privé de son pasteur, comme le montre le privilège accordé par le métropolitain à l'évêque Isernino ; le même document délimite le diocèse sur les trois territoires d'Isernia, Venafro et Bojano et atteste de l'appartenance du diocèse d'Isernia à la province ecclésiastique de Capoue. 
Selon le Chronicon Casinense, au cours de son pontificat, le pape Nicolas II (1059-1061) consacre le moine Pierre de Ravenne, évêque d'Isernia et de Venafro. Les deux diocèses semblent encore être unis dans la bulle accordée par le pape Alexandre III à Mgr Rainaldo en 1172. Bien qu'unis, les deux diocèses conservent chacun leur propre cathédrale et leur propre chapitre de chanoines, qui souvent, au XIIe siècle, se heurtent à la nomination des évêques. Pour mettre fin aux dissensions, en 1207, le pape Innocent III sépare les deux diocèses, décision confirmée par les pontifes successifs Honorius III (1224) et Grégoire IX (1230). Pendant les périodes lombarde et normande, des monastères bénédictins se développent dans le diocèse, parmi celles-ci, l'abbaye Saint-Vincent du Volturne fondée au VIIIe siècle.
Trois fois, en 847, en 1349 et en 1456, la ville d'Isernia, sa cathédrale et d'autres édifices religieux sont rasés par des tremblements de terre ; à l'occasion du tremblement de terre de 1456, l'évêque Giacomo de Monte Aquila est extrait vivant trois jours après, des ruines de la cathédrale. 
Parmi les évêques d'Isernia célèbres, on peut citer : Cristoforo Maroni (1387-1389) devenu cardinal avec le titre de San Ciriaco alle Terme ; Massimo Bruni Corvino (1510-1522), légat apostolique dans la république de Venise et le royaume de Naples ; Paolo della Corte (1600-1606), qui après avoir quitté le diocèse, devient gouverneur de Bénévent, Spolète et enfin vicaire du pape à Rome ; Giovanni Saverio De Leoni, qui crée le séminaire diocésain en 1728. En 1805, un autre violent tremblement de terre détruit la cathédrale, qui est restaurée et consacrée par l’évêque Gennaro Saladino en 1852. 

### Diocèse de Venafro
Les premiers documents du diocèse de Venafro remontent à la fin du Ve siècle avec mention de l'évêque Costanzo (ou Constantin) présent au concile tenu par le pape Symmaque en 499 ; le même évêque reçoit une lettre non datée du pape Gélase Ier (492-496). Au synode tenu par Gélase en 495, prend part un Constance et un Constantin sans indication des sièges respectifs d'appartenance, l'un des deux pourrait être l'évêque de Venafro. D'après les lettres de Grégoire Ier (vers 591-595), nous savons qu'à la fin du VIe siècle, le diocèse de Venafro reste vacant, peu de temps après, le diocèse disparaît en raison des Lombards. 
Il n'y a plus d'informations sur le diocèse de Venafro jusqu'au XIe siècle. En 1032, l'évêque de Capoue Atenolfo II consacre Gerardo pour les sièges réunis de Venafro, Isernia et Bovino ; à partir de ce moment, Venafro est suffragant de archidiocèse de Capoue, reste unifié aeque principaliter jusqu'en 1207, date à laquelle le pape Innocent III, pour mettre fin aux désaccords entre les chapitres des chanoines des deux cathédrales, établit la séparation des deux diocèses, décision confirmée par les pontifes successifs Honorius III (1224) et Grégoire IX (1230).
Le nom du premier évêque de Venafro n'est pas exactement connu après la séparation des sièges. Norbert Kamp (it) documente l'existence de quelques évêques anonymes de Venafro en 1215, 1218 et en 1223, 1224. Le prénom de l'évêque venafrano est celui de Riccardo, documenté de 1228 à 1239, suivi de Rinaldo, élu en février 1252 et toujours en fonction en juin 1286. Lors de la période normande, des monastères bénédictins se développent dans le diocèse.
Parmi les évêques de Venafro on peut citer: les cardinaux Girolamo Grimaldi (1528-1536) et Ladislao d'Aquino (1581-1621) ; Andrea Matteo Acquaviva d'Aragona (it) ouvre le premier séminaire diocésain en 1568 ; Vincenzo Martinelli (1632-1635) qui établit le premier synode diocésain (1634) ; Ludovico Ciogni (1670-1690) expert en jurisprudence, qui fut gouverneur de plusieurs villes de l'État papal ; Mattia Joccia, qui construit et inaugure un nouveau séminaire en 1728. 
Par la bulle De utiliori du 27 juin 1818, le pape Pie VII supprime le diocèse et intègre son territoire à celui du diocèse d'Isernia. 

### Diocèse d'Isernia-Venafro
Le 18 juin 1852, en vertu de la bulle Sollecitudinem animarum, le pape Pie IX rétablit le diocèse de Venafro avec le même territoire qu'en 1818 en le réunissant au diocèse d'Isernia. Les deux villes maintiennent leurs cathédrales avec leurs évêchés et séminaires respectifs, l'évêque résidait également dans les deux villes. Par la suite, le siège de l'évêque est placé à Isernia tandis que le séminaire reste à Venafro.
Le 21 août 1976, par la bulle Ad apicem sacerdotalis du pape Paul VI, les diocèses d’Isernia et de Venafro sont soustraits de l'archidiocèse métropolitain de Capoue et font partie de la nouvelle province ecclésiastique de l’archidiocèse de Campobasso-Boiano. Le 21 mars 1977, les diocèses d'Isernia et de Venafro acquièrent la circonscription de l'abbaye territoriale du Mont-Cassin et plusieurs paroisses des municipalités d'Acquaviva d'Isernia, de Castel San Vincenzo, de Cerro al Volturno, de Colli a Volturno, de Fornelli, de Pizzone, de Rocchetta a Volturno et de Scapoli et les municipalités de Pozzilli et de Filignano ; en même temps, les paroisses des municipalités d' Acquafondata et de Viticuso qui appartenaient autrefois au diocèse de Venafro, sont cédées à Montecassino. 
Le 30 septembre 1986, avec le décret Instantibus votis de la congrégation pour les évêques, Isernia et Venafro sont pleinement uni et le diocèse prend son nom actuel.

## Sources
- http://www.catholic-hierarchy.org